# Nina Cziłowa
Nina Stefanowa Cziłowa, bułg. Нина Стефанова Чилова (ur. 19 lipca 1972 w Widyniu) – bułgarska prawniczka i polityk, deputowana do Zgromadzenia Narodowego 39. i 40. kadencji, w 2005 minister kultury i turystyki w rządzie Symeona Sakskoburggotskiego.

## Życiorys
Ukończyła studia prawnicze na Uniwersytecie Sofijskim im. św. Klemensa z Ochrydy, specjalizowała się w zakresie bankowości i zarządzaniu finansami. Zawodowo związana z sektorem finansowym.
Przed wyborami parlamentarnymi w 2001 została doradcą prawnym powstającego wówczas Narodowego Ruchu Symeona Drugiego. Wystartowała z jego list do Zgromadzenia Narodowego, uzyskując mandat deputowanej. W lutym 2005, po reorganizacji rządu kierowanego przez lidera partii Symeona Sakskoburggotskiego, zastąpiła na stanowisku ministra kultury Bożidara Abraszewa, któremu zarzucano korupcję. Powierzono jej też w zakresie obowiązków odpowiedzialność za turystykę. Urząd ten sprawowała do końca funkcjonowania gabinetu, tj. do sierpnia 2005. Następnie do 2009 wykonywała mandat deputowanej 40. kadencji.
Wycofała się następnie z działalności politycznej, została m.in. nauczycielem akademickim na Uniwersytecie Gospodarki Narodowej i Światowej i arbitrem w organizacjach gospodarczych.